# Aplauso (musical)
Aplauso (Applause) es un musical escrito por Betty Comden y Adolph Green, letras por Lee Adams y música por Charles Strouse.
El musical está basado en la película de 1950 All about Eve (todo sobre Eva, o titulada al español "La malvada"), que a su vez está basado en la novela de Mary Orr´s "The wisdom of Eve".
La historia se centra en la veterana actriz Margo Channing, quien inocentemente toma bajo su tutela a una aspirante a actriz, sin saber de las verdaderas intenciones de Eva, quien termina robando su carrera y a su hombre.
El musical se estrenó en Broadway el 30 de marzo de 1970 , dando 896 funciones. Ganó el Tony a mejor musical, y la actriz Lauren Bacall, el Tony por mejor actriz en un musical.
En México es producido por la Señora Fela Fábregas. 
Se estrenó en el teatro San Rafael  el 29 de junio de 2016, concluyendo temporada el 9 de octubre del mismo año, por decisión de la misma productora y ante el descontento de todo el público. Dando un total de 61 representaciones.

## Sinopsis
Margo Channing es una famosa actriz de Broadway en la plenitud de su carrera que goza de fama y respeto gracias a su talento y al apoyo de sus amigos y de su director, que también ha sido su amante y pareja de muchos años. Desafortunadamente, Margo comienza a resentir la idea de tener que representar papeles de mujeres jóvenes. La noche de un estreno conoce a Eva Harrington, una muchacha provinciana de pasado lastimoso que la ha seguido durante toda su carrera y la ha convertido en su razón de ser. Conmovida, Margo la deja entrar en su vida, pero pronto comienza a darse cuenta de que Eva puede poner en peligro no solo la relación con sus amigos, sino su situación sentimental y el futuro mismo de su carrera teatral.  

## Elenco
- Verónica Castro como Margo Channing
- Eugenio Montessoro como Bill Sampson
- Olivia Bucio/Maria Barbosa como Karen Richards
- Lenny Zundel como Max Richards
- Luis Gatica como Howard Benedict
- Natalia Sosa como Eva Harrington
- Christian Uribe como Danny Fox
- Gloria Toba como Bonnie

## Ensamble femenino
- Cecilia Arias
- Eden Pintos
- Ximena Nieto
- Paola Contreras
- María Fernanda Caballero
- Renatta Bagó
- Estrella Rubio
- Maricel Tuero

## Ensamble masculino
- Juan Antonio Saldaña
- Ivan Ortega
- Genaro de la Torre
- Roberto Hernández
- Mario Sepúlveda
- Gerry Pérez
- Uriel Esquivel
- Carlos Pérez Banega
- Eddy Medina

## Equipo creativo
- Coreografía: Oscar Carapia
- Dirección: Alejandro Orive
- Dirección Musical: Isaac Saúl
- Escenografía: Oscar Acosta
- Iluminación: Marías Gorlero
- Vestuario: Emilio Rebollar
- Traducción al español: Marco Villafán
- Dirección de orquesta: Adolfo Silva
- Productor ejecutivo: Manolo Sánchez Navarro

## Orquesta
- Director de orquesta/piano 1: Adolfo Silva
- Piano 2: Arturo Anguiano/ Santiago Victoria
- Contrabajo/bajo eléctrico: Victor Rincon/ Alonzo López/ Víctor Hugo Santa María
- Batería: Bruno Ramírez/ Carlos Chávez
- Saxofón Alto/ Flauta/ Piccolo/ clarinete: Alejandro Bruckner
- Saxofón Alto/ flauta/ clarinete: Gerardo Rodiles/ Pável Loaria
- Saxofón tenor/ clarinete: Rubén Chong/ Manuel Vega
- trompeta 1:  Isaías Jiménez/ Jorge Mejía
- Trompeta 2: Elías Pérez/ Juan Durán
- Trombón: José Villagómez/ Álvaro Ojeda

## Números musicales

### Primer acto
Obertura.....................Orquesta
Bla bla bla entre bastidores......... ensamble
Cuando te vuelva a ver.............Bill
Tan vital.............Margo, Eva, Danny y ensamble
Mi noche más feliz............Eva
Aplauso................Bonnie y ensamble
Esto es el teatro.................Margo

### Segundo acto
Entreacto..............Orquesta
Pensamientos...............Margo, Karen y Max
Nuestra Amistad........... Margo, Karen y Max
Ya no es una del coro..................Bonnie, Danny y ensamble
No tienes igual....................Margo y Bill
Un Halloween.................Eva
Lo mas grande.............Margo y Bill
Las gracias...............Margo y la compañía
Música de salida..................Orquesta

## Créditos técnicos
- Asistente de coreografía y Capitán de Danza  : Iván Ortega
- Asistente de iluminación: Felix Arroyo
- Realización de escenografía: Juan Rojas Jaramillo , Juan Roja Jr y compañía
- Pintura escénica: Palemón
- impresión de telones en gran formato. Lety Durán
- Stage managers: Miguel Ángel Lozana y Roberto Morlet
- Asistentes de vestuario: Luis Montalvo y Mauricio Jiménez
- Trabajo de escultura y atrezzo: Alquimia
- Jefe de tramoya y piso: Rene Carranza
- Jefe de telar: Raúl Martínez
- Jefe de iluminación: Gerardo Delgado
- Tramoya y piso: Juan Rojas Jaramillo, Eduardo Trujillo, Juan Rojas Jr
- telar: Fernando Guzmán y Roberto González
- Jefe de utilería: Alejandro Rangel
- Utilería. Carel Cabello
- Realización de peluquería: Isabel Rivera
- Realización de vestuario: Lupita Avalos, Ivan Avalos, Emigdio Fernández, Rosa Martha Mancisidor, Maricela Barrales, Yadira López, Silvia Pérez, Tomasa Rivera.
- Zapatería. Francisco Piña y Francisco Esparza
- Seguidores: Joaquín Martínez y Fernando Vidal
- Diseño Gráfico: Oscar Acosta
- Microfonistas: Arturo Cancino Guerra y Aldo Cazares Costes
- Operadores de audio: Alejandro Daniel Arellano Chávez y Edmundo Ruvalcaba Gutiérrez
- Vestuaristas: Marla Velázquez, Imelda Olvera, Yajaira Bárcenas y Lucy de la Peña.
- Peluquería: Diana Sánchez